# Pałac Rakoczych w Mukaczewie
Pałac Rakoczych w Mukaczewie – pałac wybudowany w 1667 r., w Mukaczewie. 

## Opis
Dawniej renesansowy biały pałac służył jako siedziba właścicieli miasta: Rakoczych, m.in. Franciszka II Rakoczego. Rakoczowie panowali nad Mukaczewem od 1633 do 1711 r., stracili je na rzecz cesarzy habsburskich po pokoju satmarskim. Austriacka rodzina Schönbornów była właścicielami pałacu od 1726 r., kiedy cesarz nadał im mukaczewskie włości. Obiekt został przebudowany w XVII w. w stylu barokowym. Obecnie w pałacu mieści się Mukaczewski Instytut Sztuki.